# KAMIYAMA
KAMIYAMA（1966年1月4日 - ）は、日本のタレント、マジシャン、パントマイミスト（パントマイマー）である。神奈川県生まれ。吉本興業東京本社（東京吉本、厳密には子会社のよしもとクリエイティブ・エージェンシー）所属。2008年にテレビ番組『行列のできる法律相談所』（NTV）に出演した際には「世界的パントマイムパフォーマー」と称されている。
サルバドール神山、神山一朗名義での活動もある。

## 芸風・人物
父親はニッポン放送のラジオドラマ演出家である神山雄吉（1930年〜1998年）。父親が映画好きのため、幼い頃から映画を観せられていた。その頃、銀座テアトルシネマで観たチャップリンの「モダン・タイムス」に衝撃を受け無声映画、パントマイムへの憧れを抱く。1982年、16歳で劇団「飛行船」に入団し大道具や脇役をやりながら全国を巡演する。1983年、パントマイムをボードビリアンのやまけいじに師事。勉強のために、日本全国でストリートパフォーマンスを始める。1985年、劇団「汎マイム工房」に入団。初舞台は1985年12月1日に渋谷ジァン・ジァンで上演された汎マイム工房の「男ソロマイムコンサート」で、相方であるちゅうサンと共にコンビ作品「コントマイム」を幕間で演じた。この時、花王名人劇場プロデューサーの神津友好に気に入られ、1986年花王名人劇場「第9回一芸名人集」に出演。
1986年にちゅうサンとコメディ・デュオ「パントマンガ」を結成する。パントマンガは1997年の大道芸ワールドカップin静岡でジャパンカップを、1998年にはワールドカップを受賞する。
ユニクロのウェブ広告『UNIQLOCK』に参加。『UNIQLOCK』は2008年にカンヌ国際広告祭でチタニウム部門、サイバー部門、グランプリを受賞する。

## 出演

### 舞台・ライブ
- 「兵士の物語」兵士役で出演（1992年奏楽堂）[3]
- 「新しい噺絵巻」（1997年11月8日、国立演芸場、平成九年度芸術祭協賛）
- 「平成10年3月定席公演」（1998年3月11日〜3月20日、国立演芸場）
- 「平成11年2月定席公演」（1999年2月1日〜2月10日、国立演芸場）
- 「DoTT's」（1999年）[3]
- 「CLONE'S・Lot-No.0067」（2000年）[3]
- 「カリガリ」（2002年）[3]
- 第二回東京国際フール祭「笑うからだから」fool week2002
- ゆふいん音楽祭（2001年〜2003年）[3]
- 「Fiesta in Venice」（2003年）[3]
- イタリアRai.TV サーカス・フェスティバルFiesta in Venice2003[4]
- 「モーツァルトニュールック」（2006年かながわアートホール）[3]
- WEB CM：UNIQLOCK（2008年）[4]
- 「CLONES」(2020年2月7日〜2月11日）[5]
- クリスマスサーカスREVERIE（リヴェリー）（2024年11月28日～12月18日）[6]

### テレビ番組
- 花王名人劇場「第9回一芸名人集」（1986年、フジテレビ）
- スーパーチャンプル（2007年7月5日、日本テレビ）[7]
- 行列のできる法律相談所（2007年9月30日、2008年4月13日、日本テレビ）[1][4][7]
- BSななみDEどーも（2008年1月18日、NHK BS2）
- たけしの誰でもピカソ（2008年5月2日、テレビ東京）[4][7]
- はなまるマーケット（2008年9月5日、TBS）
- BSエンターテインメント「エンターテイナー　華麗なる技の秘密3」（2008年9月27日、NHK BS2）
- スパイスTV どーも☆キニナル!（2009年5月7日、フジテレビ）
- 笑いがいちばん（2009年11月22日、NHK総合）
- ザ・ミュージックアワー（2010年5月18日、TBS）
- 石井竜也のショータイム チルコ・マッシモ（2011年1月7日、NHK BSプレミアム）
- 1000人が挑む!集団サプライズSHOW（2011年2月25日、テレビ東京）
- 奇跡ゲッター ブットバース!!（2011年2月26日、2011年3月19日、TBS）
- 金曜バラエティー（2011年7月29日、NHK）
- パフォーマンスA（2013年5月27日、TBS）
- バカソウル（2012年1月28日、2012年2月11日、2012年3月24日、2012年6月16日、2012年9月1日、2012年9月8日、2012年12月22日、2013年8月17日、テレビ東京）
- 中居正広のミになる図書館（2013年8月20日、テレビ朝日）
- パフォーマンスZ（2013年9月16日、TBS）
- おはスタ（2012年3月19日、2012年3月20日、2015年11月17日、2015年11月24日、2016年1月5日、テレビ東京）
- キスマイ魔ジック（2016年4月19日、テレビ朝日）
- BSティーンズ倶楽部（2016年9月21日、NHK BS2)

## DVD
- 『MIMETRONICS（マイムトロニクス）』（2008年8月、ソニー・ミュージックディストリビューション）[4][7]